# 学校法人正則学院
学校法人正則学院（がっこうほうじんせいそくがくいん）は、日本の学校法人。

## 概要
東京都千代田区神田錦町に主たる事務所を置く学校法人正則学園と名称が酷似しているが、双方になんら関係はない。

## 沿革
- 1889年 - 外山正一、元良勇次郎、神田乃武が「正則予備校」を創設。
- 1892年 - 第一次中学校令により、正則予備校を「（旧制）正則尋常中学校」と改称。
- 1898年 - 財団法人正則尋常中学校設立。本法人が、（旧制）正則尋常中学校の設置者となる。
- 1899年 - 第二次中学校令により、（旧制）正則尋常中学校を「（旧制）正則中学校」と改称。
- 1930年 - 法人の名称を、財団法人正則中学校に改称。
- 1944年 - 「（旧制）正則第二中学校」を設置。
- 1947年 - 学制改革により、「（新制）正則中学校」を設置。港区からの委託生徒を受け入れる。
- 1948年 - 学制改革により、（旧制）正則中学校・正則第二中学校は、「（新制）正則高等学校・正則第二高等学校」になる。
- 1950年 - 新制中学校の女子卒業生を新制高等学校に受け入れることを主な目的として、男女共学に移行する。
- 1951年 - 本法人を学校法人に改組。学校法人正則学院になる。
- 1956年 - 男女共学を中止する。
- 1958年 - （新制）正則第二高等学校を廃止。
- 1968年 - （新制）正則中学校の生徒募集を停止。
- 1994年 - （新制）正則中学校を廃止。
- 2000年 - 男女共学に移行する。

## 設置校
現在に設置している学校
- 正則高等学校

過去に設置していた学校
- 正則中学校（新制）
- 正則第二高等学校